# Sinagoga de Madrid

La Sinagoga de Madrid es la segunda construida en España peninsular desde la expulsión de los judíos en 1492, después de la Sinagoga de la Comunidad Israelita de Barcelona en 1954. Está situada en la calle Balmes. 

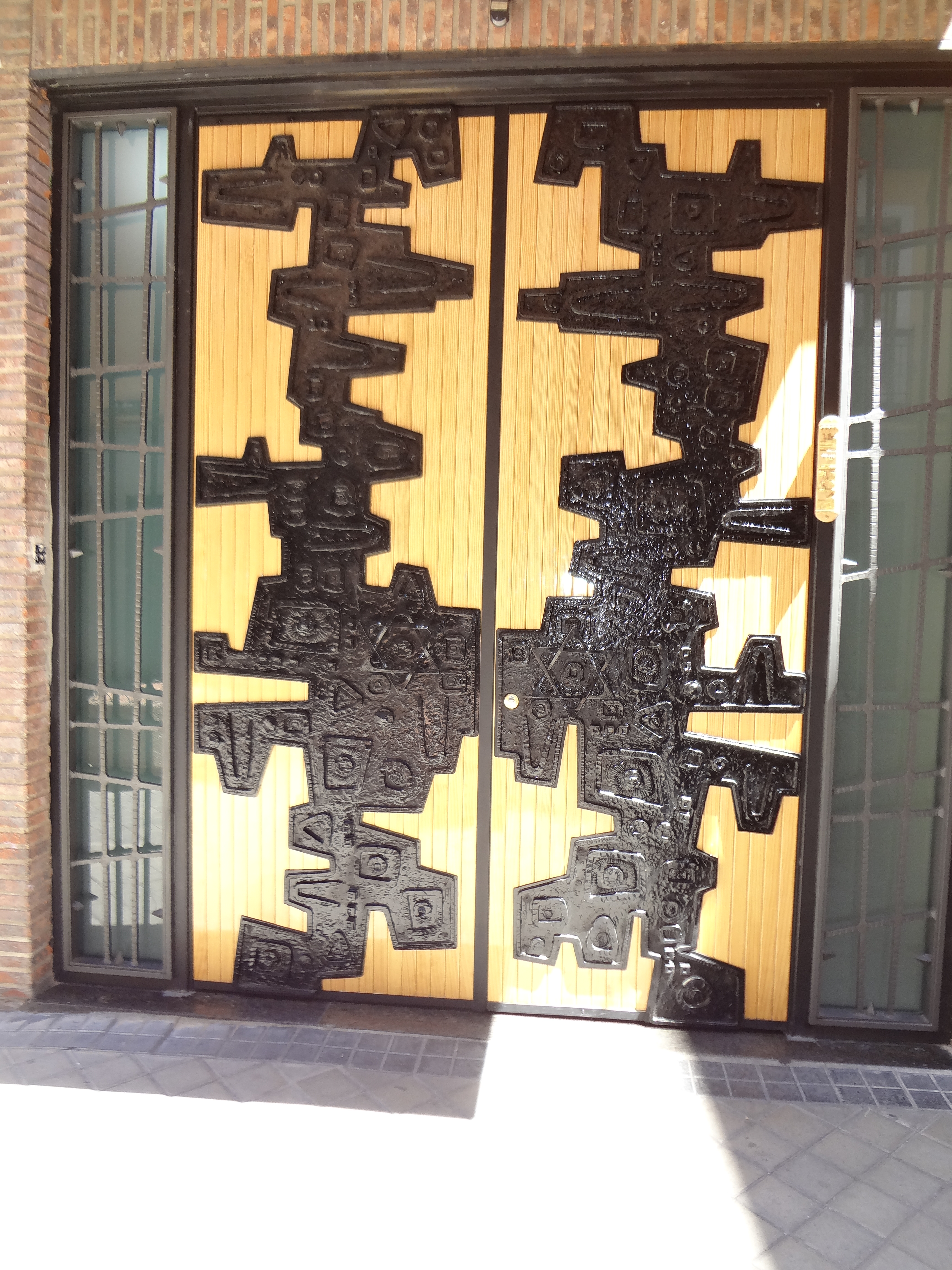
Puerta de madera de la sinagoga

Con la emigración de judíos sefardíes norteafricanos a España en los años 1960, se pudo inaugurar una sinagoga en Madrid el 16 de diciembre de 1968 (aunque ya se oficiaban ceremonias desde 1917). 500 años después del Decreto de la Alhambra, Juan Carlos I y su esposa doña Sofía participaron en una ceremonia oficiada el 31 de marzo de 1992.